# Egídio de Murino
Egídio de Murino foi um compositor e musicólogo francês da Idade Média. A ele ou a Philippus de Caserta se atribui o influente Tractatus de cantus mensurabilis, sobre a notação musical Ars nova.